# Крилоська друкарня
Крилоська друкарня заснована десь 1605-го у Крилосі — передмісті давнього Галича повіту Станіславівського (тепер село Крилос Галицького району Івано-Франківської області).
Гедеон Балабан мав широкі плани освітньої праці серед українського народу. Він задумав виправляти церковно-богослужбові книжки і вже виправленими друкувати їх. Для цих планів однієї Стрятинської друкарні (заснована 1602) було мало і єпископ задумав закласти ще одну друкарню, вже на свої власні кошти. На це він мав благословення патріарха Мелетія Пигаса.
Крилос був колись резиденцією митрополита Галицького, а пізніше належав до т. зв. столових дібр львівських єпископів.
Гедеон задумав так потрібні тоді «Учительне Євангеліє» та Псалтир «издати з друкарни моєє крилоскоє», крім цього з його наказу переклали з грецької мови твори св. Івана Золотоустого «Про священство» та «Бесіди на Діянія».
В першу чергу Гедеон вирішив друкувати «Учительне Євангеліє», твір св. Калиста, архієпископа Царгородського. Перед друком книжку добре виправили. «Сбравши на дило се людей, — розказував Гедеон, — искусных в художестве том, повелех изследовати и на многих местех исправити єя». Книжка вийшла в світ 1 жовтня 1606 «при столечной церкви єпископіи Галицкои, Успенія Пречистыя Владычица нашея Богородица на Крилоси». Кошт і наклад на цю книжку дав Балабан, про що він сам і розповів.
«Учительне Євангеліє» видрукуване дуже гарно, з розкішними оздобами. На жаль, це був останній друк єпископа Балабана — смерть припинила його широкі мрії освітньої праці на користь народу українському.
З великою ймовірністю є можливим стверджувати, що Крилоська друкарня разом з друкарнею Стрятинською переїхала до лаври у Києві,[джерело?] заснувавши Друкарню Києво-Печерської лаври.